# Cory Lee

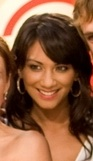
Cory Lee

Cory Lee (* 13. November 1984 in Vancouver, British Columbia) ist eine kanadische Sängerin und Schauspielerin.

## Leben
Cory Lee Urhahn wuchs in Vancouver auf, bis sie mit 15 Jahren aus Hongkong das Angebot bekam der Girlgroup Ris-K beizutreten. Sie verließ Kanada um das Angebot anzunehmen. 2002 trat sie jedoch einer anderen Gruppe bei, der NRG. Als jedoch die SARS ausbrach, verließ Lee Asien und kam zurück nach Kanada. Sie konzentrierte sich nun auf ihre Solokarriere.
2005 veröffentlichte Lee ihr erstes Album What a Difference a Day Makes. Ihre erste Single The Naughty Song war nominiert für einen „Juno Award“. Des Weiteren wurde sie für den „Indie Music Award“ als beste Pop-Sängerin für das Jahr 2006 nominiert.
Im März 2007 folgte Cory Lees zweites Album Sinful Innocence.
Zudem ist sie seit 2010 in der kanadischen Jugendserie Degrassi: The Next Generation in der Rolle der Lehrerin Ms. Oh zu sehen.

## Instant Star
Seit 2007 ist Cory Lee in der dritten Staffel der Musikserie Instant Star zu sehen. Sie spielt die Sängerin Karma und hat somit auch am Soundtrack Songs from Instant Star Three mitgewirkt. Ihr Song No Shirt, No Shoes, No Service wird in der Serie präsentiert. Im Video dazu spielt Lees Instant-Star-Schauspielkollege Tim Rozon mit.

## Diskografie

### Alben
- What a Difference a Day Makes
- Sinful Innocence
- Songs from Instant Star Three

### Singles
- 2006: The Naughty Song
- 2006: Goodbye
- 2006: The Naughty Song (Hipjoint Remix)
- 2006: Lover’s Holiday
- 2007: No Shirt, No Shoes, No Service
- 2007: Ovaload
- 2007: Cold December

## Filmografie (Auswahl)

### Film
- 2020: Books of Blood
- 2020: Hotwired in Suburbia

### Serien
- 2007–2008: Instant Star (25 Folgen)
- 2009: Being Erica – Alles auf Anfang (Being Erica, 1 Folge)
- 2009: The Listener – Hellhörig (The Listener, 1 Folge)
- 2010–2014: Degrassi: The Next Generation (126 Folgen)
- 2011: Connor Undercover (1 Folge)
- 2011: Rookie Blue (1 Folge)
- 2012: Republic of Doyle – Einsatz für zwei (Republic of Doyle, 1 Folge)
- 2015: Rogue (1 Folge)
- 2016: Private Eyes (1 Folge)
- 2017: Designated Survivor (1 Folge)
- 2017: Odd Squad – Junge Agenten retten die Welt (Odd Squad, 1 Folge)
- 2018: Girlfriends’ Guide to Divorce (1 Folge)
- 2018: Good Witch (1 Folge)